# Fatma Damla Altın
Fatma Damla Altın (18 de octubre de 2002) es una deportista turca que compite en atletismo adaptado. Ganó una medalla de bronce en los Juegos Paralímpicos de París 2024, en la prueba de salto de longitud (clase T20).

## Palmarés internacional
| Juegos Paralímpicos | Juegos Paralímpicos | Juegos Paralímpicos | Juegos Paralímpicos   |
| Año                 | Lugar               | Medalla             | Prueba                |
| ------------------- | ------------------- | ------------------- | --------------------- |
| 2024                | París (Francia)     | Medalla de bronce   | Salto de longitud T20 |